# Samoana margaritae
Samoana margaritae é uma espécie de gastrópode da família Partulidae.
É endémica da Polinésia Francesa.